# Roy Duke
Roy James Duke (* 11. April 1922; † 1994) war ein US-amerikanischer Country- und Rockabilly-Sänger.

## Leben

### Kindheit und Jugend
Roy Duke wurde 1922 in Tennessee geboren. Seine Mutter betrieb eine Pension und sein Vater war aktiv in der Kirche engagiert. Schon in frühester Kindheit arbeitete Duke auf Baumwollfeldern. Doch jeden Samstagabend hörte er der Grand Ole Opry, der erfolgreichsten und bekanntesten Radioshow Amerikas, zu.

### Anfänge
Seinen ersten Song, Wasted Days, schrieb er zusammen mit dem Country-Star Ernest Tubb. Am 24. Februar 1953 nahm dieser den Titel für die Decca Records auf, jedoch ohne Erfolg. Zusammen mit seinem Bruder Frank, dem Neffen Tubbs Douglas Glenn Tubb und dem Fiddlespieler Mack Smith gründete Duke seine erste eigene Band. Um 1953 hatten sie einige Auftritte in Texas und Louisiana, unter anderem in dem berühmten Louisiana Hayride auf KWKH. Neben seinem eigentlichen Beruf ging Duke des Öfteren in den Ernest Tubb Record Shop, wo er mit Ernest Tubb selbst und der Witwe Jimmie Rodgers’ Kontakt hatte. Nachdem er den Manager und Label-Besitzer Ted Edlin getroffen hatte, wurden Duke und seine Band Mitglied in einer Minstrel-Show. Kurz danach erstellten sie bei Edlins kleinem Label Mart Records weitere Aufnahmen. Die Platten wurden jedoch nur in kleinem Umfang nach Auftritten in der Minstrel-Show verkauft, Mart Records musste kurz danach schließen.

### Karriere
Ein Jahr später traf Duke den Komponisten Vic McAlpin, der ihm und Douglas Tubb einen Plattenvertrag bei den Dot Records in Nashville verschaffte. Ihre erste Session hielten sie im August 1955 ab, Duke spielte dort unter anderem Standing At The End Of The World ein. Nach lokalen Charterfolgen mit Platten nahm Duke Anfang 1956 seinen bekanntesten Titel auf, Behave, Be Qiet or Begone. Der Rockabilly-Titel wurde von Dukes Bruder Frank und McAlpin geschrieben; aufgenommen wurde er mit Hank Garland an der Gitarre. Seine Soli verliehen dem Lied den typischen Rockabilly-Klang, auch wenn er sonst eher an Honky Tonk erinnert. Zuerst wurde die Platte bei den Reject Records veröffentlicht. Nachdem ein Talent-Scout der Decca Records das Stück gehört hatte, veröffentlichte Decca es landesweit. Duke spielte im Laufe des Jahres 1956 während zwei Session weitere Rockabilly-Titel ein, darunter Honky Tonk Queen.
Obwohl Duke zur selben Zeit Stammgast in Ernest Tubbs Sendung Ernest Tubb Midnight Jamboree wurde, konnte er nie den großen Durchbruch erreichen. Seine letzte Decca Single erschien im März 1957, seine letzte Platte veröffentlichte er bei den MGM Records. Trotz des missglückten Versuchs, festen Fuß im Musikgeschäft zu fassen, trat Duke bis ins hohe Alter in und um Nashville öffentlich auf. Mit seiner Frau Joyce hatte er einen Sohn, Roy Duke jr.
Roy Duke verstarb 1994 in Nashville, Tennessee.

## Diskografie

### Singles
| Jahr | Titel                                                                           | Plattenfirma                         |
| ---- | ------------------------------------------------------------------------------- | ------------------------------------ |
| 1953 | My Heart Can’t Talk / Goo Goo Eyes                                              | Mart Records                         |
| 1955 | You Stood There / Standing At The End Of The World (mit Douglas Tubb)           | Dot Records                          |
| 1956 | Be-Have, Be-Quiet or Begone / Honesty                                           | Reject Records                       |
| 1956 | Be-Have, Be-Quiet or Begone / Honesty                                           | Decca Records                        |
| 1956 | Honky Tonk Queen / It’s Been The Talk All Over The Town                         | Decca Records                        |
| 1957 | Hard Hearted Woman / I Mean I’m Mean                                            | Decca Records                        |
|      | - From Midnight Till Dawn - Good Morning World - Behave Yourself - From Now On! | Decca Records (nicht veröffentlicht) |

### Aufnahme-Daten
Birmingham, AL, 1953

Dukes Platte bei Reject

Roy Duke (Gesang), restliche Besetzung unbekannt
- My Heart Can’t Talk; Mart 1001
- Goo Goo Eyes; Mart 1001

Nashville, TN, 14. August 1955
Roy Duke (Gesang), Douglas Glenn Tubb (Gesang), Bob L. Moore (Bass), restliche Besetzung unbekannt
- You Just Stood There, Dot 1268
- Standing At The End of The World, Dot 1268

Nashville, TN, Anfang 1956
Roy Duke (Gesang/Gitarre), Hank Garland (Gitarre), unbekannt (Gitarre, Bass, Schlagzeug)
- Honesty, Reject 1002/DECCA
- Be-Have, Be-Quiet or Begone, Reject 1002/DECCA

Nashville, TN, 9. Juni 1956
Roy Duke (Gesang/Gitarre), Hank Garland (Gitarre), Bob L. Moore (Bass), unbekannt (Schlagzeug)
- Honky Tonk Queen, DECCA
- From Midnight Til Dawn, unveröffentlicht
- Good Morning World, unveröffentlicht
- It’s Been The Talk All Over The World, DECCA

Nashville, TN, 20. Februar 1957
Roy Duke (Gesang/Gitarre), Hank Garland (Gitarre), unbekannt (Gitarre, Bass, Schlagzeug)
- Behave Yourself, unveröffentlicht
- I Mean, I’m Mean, DECCA
- From Now On; unveröffentlicht
- Red Headed Mama; DECCA